# 발르크 케밥
발르크 케밥(아제르바이잔어: balıq kababı 발르크 카바브)는 아제르바이잔의 생선 케밥이다. 흔히 철갑상어 살로 만들지만, 다른 생선을 사용하기도 한다. 

## 만들기
"내래 발르그(nərə balığı)"라 불리는 카스피해 철갑상어가 흔히 사용된다. 생선살을 토마토 페이스트 등에 재어 두었다가, 꼬치에 꿰어 굽는다. 토마토, 양파, 레몬을 곁들여 내며, 나르섀라브와 숨마끄를 함께 내기도 한다.

## 같이 보기
- 발르크 에크메크